# N27 (Burkina Faso)
Die N27 ist eine der als Route nationale bezeichneten Fernstraßen in Burkina Faso. Sie zweigt in Diébougou von der N12 in westlicher Richtung ab. Nach 70 Kilometern wendet sie sich nach Nordwesten, bis sie dann fünf Kilometer östlich von Bobo-Dioulasso in Yéguérésso auf die N1 trifft.